# إذاعة الشرق الأدنى
محطة الشرق الأدنى (بالإنجليزية: Near East Broadcasting Station)‏ كانت إذاعة تابعة لوزارة الخارجية البريطانية تبث باللغة العربية من يافا، فلسطين بين عامي 1941 و1957.
كانت اذاعة الشرق الأدنى في جنين، حيث كان مقر القيادة البريطانية، وفيما بعد نقلها الإنجليز إلى يافا، التي كانت مدينة الثقافة، كانت تصدر فيها الكثير من الصحف، وكان الكثيرون من المثقفين والفنانين العرب يأتون إلى يافا، المدينة الجميلة، فقد جاءها محمد عبد الوهاب عام 1942. كما جاء اليها عمر الزعني، وأم كلثوم، والكثير من المثقفين والمفكرين العرب، ثم انتقلت الإذاعة إلى القدس في حي الشيخ جراح، عندما اشتدت الصدامات بين العرب واليهود في نهاية عام 1947 وبداية عام 1948.
يروي كامل قسطندي قمنا باستضافة مذيعين مشهورين من اذاعة القاهرة لتدريبنا ومن أبرزهم عبد الوهاب يوسف، ومحمد فتحي، وقد حضرا إلى يافا، وأقاما لنا دورة تدريبية، استفدنا كثيرا منها، كما أقام معنا عبد الرحمن الخميسي، والاذاعي اللامع سامي داوود، عبد الرحمن الخميسي هو الذي علمني حب الموسيقى الكلاسيكية، كما علمني أن أحب الاستماع لأغاني أم كلثوم، ومن لبنان كان معنا فيلمون وهبي وبقي حتى عام 1948.
كان هناك فصل تام وحاد بين البرامج من جهة، ونشرة الأخبار من جهة ثانية، فقد كان يدير قسم الأخبار مسؤول إنجليزي، إدارة مباشرة، أما قسم البرامج فكان يتمتع بحرية مطلقة، وكانت هذه في رأيي سياسة شديدة الذكاء، إضافة إلى ذلك، كان هناك اتفاق غير مكتوب في قسم الأخبار مفاده أن المحرر العربي لنشرة الأخبار مقل بسام عازر ونمر شهاب، له صلاحية لفت النظر إلى ما يضر وما ينفع، فاذا وجد رأيا انجليزيا يعتبره ضارا بالإذاعة ويثير مشاعر المستمع العربي، كان بامكانه لفت النظر إلى ذلك. فنشرة الأخبار كانت تأتيهم باللغة الإنجليزية، فيقومان باعادة تحريرها باللغة العربية. وبقيت آلية الاتفاق غير المكتوب، التي تعطي المحررين العرب صلاحية لفت النظر إلى ما يعتبرونه ضارا سارية المفعول، وناجحة حتى نشوء أزمة قناة السويس عام 1956، عندما فرض على المحررين العرب والمذيعين العرب أن يبثوا نشرة الأخبار التي تهاجم العرب من دون أن يكون لهم أي حق بالتدخل أو لفت النظر، فكانت تلك نهاية اذاعة الشرق الأدنى، اذ تمت الاستقالة الجماعية للعرب العاملين فيها. أما في مرحلة ما قبل 1948 فقد كانت آلية التفاهم غير المكتوب تؤدي دورها ينجاح عملي كامل، وفي بدايات وجودنا في قبرص، كنا نهتف من وراء الميكروفون: «تعيش فلسطين».

## بعد النكبة
وبعد النكبة عام 1948 كان مصير هؤلاء كالآتي:-
حين اشتد القتال بين العرب والصهيونيين غداة صدور قرار التقسيم في 1947 صار من غير الممكن استمرار إذاعة الشرق الأدنى في عملها بالصورة المعتادة وبدأ التفتيش عن بدائل من موقع الإذاعة الذي بات في خطر حقيقي وداهم ولم يكد منتصف مارس 1948 يمضي حتى كان معظم العاملين فيها قد انتقلوا بأسرهم إلى قبرص بحراً عبر ميناء حيفا وكان الصراع النفسي ينتاب الجميع، وراحوا يتساءلون: ماذا حدث لبلادنا؟ كيف تركناها؟ هل سنعود إليها قريباً، ماذا سنفعل الآن؟
في ليماسول بقبرص كان رشاد البيبي يستقبل هؤلاء المهاجرين ثم يرتب لهم أمر انتقالهم إلى منطقة “بوليميديا” حيث أقيم على عجل مقر فيه معدات إذاعية جاهزة للبث، وقد وصل عدد العاملين في ليماسول إلى نحو 70 موظفاً عدا عن المراسلين في العالم العربي، وعدا عن الذين سافروا إلى العواصم العربية لافتتاح مكاتب للإذاعة أمثال أحمد جرار الذي أسس مكتباً للإذاعة في شارع فينيسيا في بيروت وفي ليماسول تولى محمد الغصين الإدارة العامة وتولى صبري الشريف وغانم الدجاني تنفيذ الأعمال الموسيقية.
استمرت الإذاعة بالعمل وكانت من أقوى الاذاعات التي تبث بالعربية طوال المرحلة التي أعقبت النكبة أي منذ سنة 1948 حتى سنة 1956 لكن في عام 1956 وقع العدوان الثلاثي على مصر وقصفت الطائرات البريطانية أجهزة الإذاعة المصرية قرب القاهرة وفي تلك الاجواء قدّم جميع الموظفين في الإذاعة استقالاتهم احتجاجاً على الموقف العدواني البريطاني، وأعلنوا على الهواء وقوفهم إلى جانب مصر ورئيسها جمال عبد الناصر وكان المذيعون يهتفون على الهواء مباشرة “عاشت فلسطين” وعند ذلك اقتحم جنود بريطانيون الموجودون في قاعدة أكروتيري القبرصية استديوهات الإذاعة بالقوة، وأجبروا المذيعة مسرة فاخوري على إذاعة أخبار ضد مصر والعرب فأذاعتها وهي تبكي وبهذه الاستقالة الجماعية من الإذاعة اندثرت تلك الإذاعة وصارت قصة تُروى.
توزع بعض الموسيقيين والعازفين الذي كانوا يعملون في اذاعة الشرق الأدنى على الإذاعات العربية منذ النكبة الفلسطينية في سنة 1948، ولحق بهم في سنة 1956 من كان في قبرص وهؤلاء جميعاً اسهموا في النهضة الموسيقية العربية اللاحقة وعلى سبيل المثال التحق بالإذاعة اللبنانية عدد من العازفين الفلسطينيين أمثال فرح الدخيل وعبد الكريم قزموز وميشال بقلوق ورياض البندك (انتقل لاحقاً إلى دمشق) واحسان فاخوري وحنا السلفيتي وفريد السلفيتي، ثم المطرب محمد غازي، وفيما بعد التحق بها نبيل خوري علاوة على الموسيقار حليم الرومي والعازف عبود عبد العال، وانضم إلى إذاعة دمشق يحيى السعودي ومحمد عبد الكريم، وإلى إذاعة بغداد ذهب روحي خماش ومحمد الغصين وصبحي أبو لغد وعبد المجيد أبو لبن وسميرة عزام ومحمد كريم، وذهب غانم الدجاني إلى السعودية وفؤاد حداد إلى محطة الإذاعة البريطانية (BBC)، وأسس كامل قسطندي شركة في بيروت للإنتاج الاذاعي، وتولى صبري الشريف مسرحيات الأخوين الرحباني كلها تقريباً وأصدر سمير الشريف (شقيق صبري) في بيروت ايضاً مجلة إذاعية باسم ”الشرق الأدنى” تولى رشاد البيبي تحريرها، وكتب فيها مارون عبود وموسى الدجاني وسميرة عزام وعباس محمود العقاد وطه حسين وسهير القلماوي ونقولا زيادة وفؤاد صروف وآخرون، ولاحقاً أسس غانم الدجاني ”الشركة اللبنانية للتسجيلات الفنية” بتمويل من الفلسطيني بديع بولس، ثم أسس بديع بولس نفسه استديو بعلبك [الإنجليزية] للسينما في سنة 1958 بالمشاركة مع الثري الفلسطيني يوسف بيدس وفرقة الأنوار في سنة 1959، والمعروف أن عبد المجيد أبو لبن هو من اكتشف شخصية “إم كامل” التي جسدها الفنان السوري أنور البابا، وشخصية “أبو صياح” التي جسدها الفنان السوري رفيق السبيعي.

## العدوان الثلاثي
في العام 1956، أجبرت الإدارة المذيعين على تلاوة بيانات ضد الرئيس جمال عبد الناصر. فقدّموا استقالة جماعية من الإذاعة.